# Flashcard
Pojem flashcard označuje kartičku, na níž je z jedné strany izolovaně uveden obrázek nebo text a z druhé strany odpovídající vysvětlení daného obrazového materiálu či příslušného pojmu. Může se jednat i o otázku z jedné strany a náležitou odpověď ze strany druhé. Původně byly flashcards využívány zejména ve výuce cizích jazyků – jako pomůcka pro memorování slovíček, postupně se však jejich užívání rozšířilo i do dalších oblastí.
Pro jejich tvorbu je možné využít různé online nástroje, z nichž velká část je uživatelům dostupná zdarma.

## Některé nástroje pro tvorbu flashcards
- Quizlet
- Cram
- Flashcard online
- GoConqr
- Brainscape
- ProProfs
- Chegg
- Flashcard Machine
- FlashDecks
- Anki